# Mahanadi (Nayagarh)
El Mahanadi és un riu menor d'Orissa, que neix al districte de Nayagarh. Després d'un curs irregular s'uneix al riu Rushikuliya a Aska al districte de Ganjam. A la seva riba hi ha les población de Russellkonda i Gumsur. No s'ha de confondre amb el gran riu Mahanadi que neix a Chhattisgarh i desaigua a Orissa.